# Championnat de France Superdivision de tennis de table 1999-2000
Pour un article plus général, voir Championnat de France Pro A de tennis de table.

Le Championnat de Superdivision de tennis de table 1999-2000 est la 10e édition du championnat de Superdivision, plus haut niveau des championnats de France de tennis de table par équipes. Il oppose les huit meilleures équipes de France dans le championnat masculin et les huit meilleures équipes féminines
Navigation
Superdivision 1998-1999 Superdivision 2000-2001
| \| Levallois SC TT SAG Cestas TT CAM Bordeaux Caen TTC Montpellier Hommes US Kremlin Bicêtre Saint-Berthevin Mondeville ASPTT Lille Métropole Lys Lez Lannoy CP Montpellier Femmes \| Localisation des clubs engagés dans le championnat. |
| Levallois SC TT SAG Cestas TT CAM Bordeaux Caen TTC Montpellier Hommes US Kremlin Bicêtre Saint-Berthevin Mondeville ASPTT Lille Métropole Lys Lez Lannoy CP Montpellier Femmes                                                           |

## Championnat masculin
| Cl | Équipes               | Pts | J  | V  | D  | P | Pp | Pc | Diff |
| -- | --------------------- | --- | -- | -- | -- | - | -- | -- | ---- |
| 1  | Levallois UTT         | 38  | 14 | 12 | 2  | - | 50 | 20 | +30  |
| 2  | Élan Nevers Nièvre    | 36  | 14 | 11 | 3  | - | 49 | 21 | +28  |
| 3  | Caen TTC              | 32  | 13 | 10 | 2  | 1 | 45 | 24 | +21  |
| 4  | Montpellier TT        | 29  | 13 | 8  | 5  | - | 39 | 33 | +6   |
| 5  | TTC Nantes Atlantique | 26  | 14 | 6  | 8  | - | 33 | 44 | -11  |
| 6  | SAG Cestas TT         | 24  | 14 | 5  | 9  | - | 33 | 42 | -9   |
| 7  | SMEC Metz             | 18  | 14 | 2  | 12 | - | 22 | 51 | -29  |
| 8  | CAM Bordeaux          | 15  | 14 | 1  | 13 | - | 16 | 52 | -36  |

- Levallois UTT remporte son treizième titre consécutif[1].
- Le CAM Bordeaux termine dernier et est relégué en Nationale 1 après avoir perdu contre le SMEC Metz en février[2].

## Championnat féminin
| Cl | Équipes                 | Pts | J  | V  | D  | P | Pp | Pc | Diff |
| -- | ----------------------- | --- | -- | -- | -- | - | -- | -- | ---- |
| 1  | Montpellier TT          | 40  | 14 | 13 | 1  | - | 50 | 9  | +41  |
| 2  | USO Mondeville          | 34  | 14 | 10 | 4  | - | -  | 30 | -    |
| 3  | US Kremlin Bicêtre      | 32  | 13 | 9  | 5  | - | -  | 33 | -    |
| 4  | CAM Bordeaux            | 32  | 13 | 9  | 5  | - | -  | 39 | -    |
| 5  | CP Lys-lez-Lannoy       | 26  | 14 | 6  | 8  | - | -  | 39 | -    |
| 6  | EM St-Loup/St-Berthévin | 24  | 14 | 5  | 9  | - | -  | 45 | -    |
| 7  | SMEC Metz               | 22  | 14 | 4  | 10 | - | -  | 50 | -    |
| 8  | ASPTT Lille Métropole   | 14  | 14 | 0  | 14 | - | -  | 52 | -    |

- Montpellier TT remporte son huitième titre consécutif[1].